# Kanske en gentleman (1935)
Kanske en gentleman är en svensk dramafilm från 1935 i regi av Tancred Ibsen och Ragnar Arvedson.

## Handling
Direktör Berner har problem med sin son Erik, vilken för ett utsvävande och dyrbart socitetsliv. Något som även gäller dottern Vera. Berner upplever starkt att han inte längre är herre i sitt eget hus och är trött på allt skvaller. När han vägrar Erik mer pengar, tar denne något senare i smyg ett smycke ur ett kassaskåp och pantsätter det hos en judisk pantlånare, vilken förlänats ett synnerligen osympatiskt yttre. Det framgår också att Erik har en del trassliga växelaffärer.
Berner går på teatern med sin vän, doktor Mellgren, och ser George Bernhard Shaws ”Pygmalion”. Efteråt diskuterar de pjäsen och om idén är relevant för vår tid. Mellgren tycker för sin del att hela idén är barock, sådana djur finns inte i vår tid. Det slutar med att de slår vad om att Berner skall kunna förvandla en lodis till en gentleman på fyra månader. Berner säger att han inte är rädd för att förlora pengarna. Dessutom vill han visa att han är herre i sitt eget hus. Mellgren får fria händer att välja kandidat och nästa morgon åker de med bil till Stadsgårdskajen, där de arbetslösas skara är samlad. Dessa betraktar de två överklassherrarna med stor misstänksamhet. De två får emellertid kontakt med Gustav Lind, ”Gurra” kallad. Denne går med på att följa med hem till Berner.
Den övriga familjen ser på Gurra med förvåning. Erik visar honom det funkisinredda badrummet där Gurra misstar duschen för en telefonlur, vilket föranleder att han blöter ner Erik. Efter en grundlig tvagning i badkaret blir han utsatt för en frisör med tydlig feminin framtoning. Högst motvilligt går Gurra med på att klippa av sin yviga mustasch. Senare vid matbordet uppvisar Gurra en stor ovana vid husets bords- och matvanor.
Berner upprättar ett kontrakt där Gurra förbinder sig att inte träffa sina gamla kamrater under tre månader av den stipulerade tiden. Därefter ger han Gurra ett arbete på kontoret, där fröken Olsson får i uppdrag att sätta in honom i arbetet och hyfsa till honom. De övriga familjemedlemmarna är bekymrade över vad deras socitetsvänner skall säga. De följande scenerna visar också tydligt att det inte alltid är så lätt för Gurra att anpassa sig till detta nya liv. På kontoret märker Berner hur Gurra läxar upp sonen Erik för att vara lat, vilket gläder honom och han ber Gurra att också lära Vera köra bil som folk.
Fru Berner anordnar en bjudning för sina snobbiga bekanta, bland dem baron Lejonsvan. Hon visar upp släktporträtten, som avbildar diverse härförare ur det förgångna, och menar att det var ledarna, generalerna, som spelade en roll och inte den stora massan. Gurra invänder då och säger det var soldaterna och fotfolket som var viktiga. För att åskådliggöra sin tes iscensätter han slaget vid Breitenfeld på kaffebordet med hjälp av tillgängliga attiraljer.
Gurra får ytterligare uppfostran i tidstypiska färdigheter som att lära sig rida, spela tennis och golf. På kontoret råder emellanåt en ganska uppsluppen stämning och Erik bjuder hem fröken Olsson på bal. Han erbjuder henne att låna någon av systerns många oanvända klänningar. Modern upptäcker nu att hennes dyrbara smycke försvunnit och engagerar en privatdetektiv för att skugga Gurra, som hon misstänker för stölden. Pantlånaren som upptäckt att det pantsatta smycket är fideikommissgods skickar ett utpressningsbrev till Erik.
Erik märker att det är något på tok med Erik och vid ett förtroligt samtal erkänner denne vad han tidigare gjort och de trassligheter han råkat in i. Han säger att han inte törs gå till fadern, om allt kom ut kunde det bli obehagliga konsekvenser med skandal och Långholmen. Han visar ett brevet från pantlånaren. Gurra utverkar förskott från Berner och ordnar upp mellanhavandet med pantlånaren under visst fysiskt hot. Pengarna skulle han egentligen haft för att köpa in sig i en bekants verkstad men använder dem nu för att klara Erik.
Han tar löfte av Erik att inte göra om det. Erik skall försöka lägga tillbaka smycket i kassaskåpet men får inte tillfälle och upptäcker sedan privatdetektiven och blir nervös. Han ber Gurra ta hand om det tillsvidare. Festen hemma hos Berner utvecklas till att Gurra, som inledningsvis uppträder så belevat att alla gäster blir imponerade, har en uppgörelse med familjen Berner. Han säger att han bara är en enkel människa som de bara ville leka med, med känslor han inte hade, något som särskilt gäller dottern Vera som spelat intresse för honom. Vera blir svartsjuk på fröken Olsson och menar att hon bara uppträder i lånta fjädrar varvid Gurra försvarar fröken Olsson. När privatdetektiven mitt i allt detta hittar smycket i Gurras ficka säger Erik som det är. Gurra fortsätter sin predikan med att läxa upp dem för snobberi och ytlighet och att han därför inte passar där. Han gör det med sådan glöd att baron Lejonsvan blir imponerad och menar att Gurra helt enkelt är magnifik. När Gurra hör att fröken Olsson försvunnit ber han att få tillbaka sina gamla kläder.
Fru Berner måste nu också erkänna att det blivit en hård läxa för henne och att hon varit orättvis. När Gurra efter detta tågar i väg konstarerar Berner och Mellgren att ingen vann vadet. Gurra blev ingen gentleman, han var det. När Gurra försvinner nerför trädgårdsgången följer fröken Olsson efter.

## Om filmen
Filmen premiärvisades 24 augusti 1935 på biograf Astoria i Stockholm. Den spelades in vid Irefilms ateljéer i Stockholm med exteriörer från Stockholm av Ernst Westerberg. Filmen visades på TV 1957.
Som förlaga har man George Bernard Shaws pjäs Pygmalion. A Romance in Five Acts (Pygmalion) som uruppfördes på Burgtheater i Wien 1913 med engelsk premiär på His Majesty's Theatre i London 1914 och svensk premiär på Dramaten i Stockholm samma år. 
Pjäsen har varit förlaga till flera filmer och musikalen My Fair Lady. De båda svenska filmerna Kanske en gentleman (1950) och Fly mej en greve har pjäsen som förlaga. 
I samband med denna film stämde Edvin Adolphson Irefilm och Olof Thiel samt manusförfattaren Theodor Berthels för plagiat och hävdade att filmen var baserad på ett manus "Ett vad" han författat och som köpts men ej inspelats av Minerva 1925. Adolphson vann i rådhusrätten men förlorade i hovrätten vilket fastställdes av Högsta Domstolen nov 1938. Som många påpekade var det Shaw som borde ha stämt filmbolaget. 
Ny Dags anonyme recensent (26.8.1935) påtalade ytterligare ett plagiat: ”Påtalas bör likväl även det ovanligt fräcka plagiat som gjorts ur den sovjet-ryska Tjapajev-filmen (det vill säga 20.000 rubel för Tjapajeffs huvud) då ‘arbetaren gentlemannen’ visar hur genialiskt Gustav II Adolf segrade vid Leipzig(sic). En direkt kopia av scenerna då Tjapajev undervisar i strategi."

## Rollista
- Adolf Jahr – Gustaf "Gurra" Lind, hamnarbetare
- Carl Barcklind – direktör Hugo Berner
- Olga Andersson – Sofia Berner, hans fru
- Brita Appelgren – Vera Berner, deras dotter
- Frank Sundström – Erik Berner, deras son
- Ivar Kåge – Olof Mellgren, läkare, vän till familjen Berner
- Einar Axelsson – baron Lejonsvan
- Maj Törnblad – Brita Olsson, kontorist på Berners kontor
- Margit Andelius – fröken Höst, kontorschef hos Berner
- Aino Taube – Lisa, Berners husa
- Ragnar Widestedt – privatdetektiven
- Axel Högel – verkstadsinnehavaren, Guras kompis
- Torsten Winge – Rosenblom, frisör
- Sture Baude – Persson, pantlånare
- Ernst Brunman – hamnarbetare på Stadsgården/man på ölkaféet

## Filmmusik i urval
- Du är den enda (för mig), kompositör Jacques Armand, text Karl-Ewert, dans Adolf Jahr, Maj Törnblad, Frank Sundström och Margit Andelius
- Hjalmar och Hulda (På blomsterklädd kulle satt Hjalmar och qwad), text Wilhelmina Stålberg, sång Adolf Jahr